# Casa de Moneda de los Estados Unidos

Logotipo de la Casa de Moneda de los Estados Unidos

La Casa de Moneda de los Estados Unidos (en inglés: United States Mint; abreviado como US Mint) es el organismo encargado de producir la divisa que está actualmente en circulación en Estados Unidos. Las principales instalaciones de la Casa de Moneda de los Estados Unidos se encuentran en Filadelfia (Pensilvania), ya que fue el primer centro puesto en marcha bajo la Constitución, cuando dicha ciudad era la capital de Estados Unidos. También opera centros de fabricación de monedas en Denver, San Francisco y West Point, Nueva York y un depósito de monedas de oro en Fort Knox, Kentucky. 
La Casa de Moneda de los Estados Unidos fue creada el 2 de abril de 1792 por el Congreso de Estados Unidos bajo la Ley 1792 de la Moneda. La primera persona en ser nombrada director fue David Rittenhouse.
Tiene más de 1.845 empleados (según datos del 2006) y su actual director es Edmund C. Moy.

## Funciones
La Casa de Moneda de los Estados Unidos gestiona amplios programas de marketing comercial. La línea de productos incluye juegos de monedas especiales para coleccionistas, medallas nacionales, monedas de lingotes de oro, plata y platino American Eagle, y monedas conmemorativas que marcan acontecimientos nacionales como el Bicentenario de la Constitución. 
Las funciones de la Casa de Moneda incluyen:
- Producir monedas nacionales, de lingotes y extranjeras
- Fabricar y vender medallas conmemorativas nacionales
- Diseñar y producir las medallas de oro del Congreso
- Diseñar, producir y comercializar monedas especiales
- Salvaguardar y controlar el movimiento de lingotes
- Desembolsar el oro y la plata para los fines autorizados
- Distribuir las monedas de las distintas cecas a los Bancos de la Reserva Federal

Hay que tener en cuenta que la Casa de Moneda no es responsable de la producción de papel moneda estadounidense; eso es responsabilidad de la Oficina de Grabado e Impresión.
En el año 2000, la Casa de Moneda fue responsable de la producción de 28.000 millones de monedas. Véase la producción de monedas de la Casa de Moneda de los Estados Unidos para conocer los valores de producción anual de cada moneda.
La Policía de la Casa de Moneda de los Estados Unidos, un organismo federal encargado de hacer cumplir la ley, es responsable de la protección de las instalaciones, los empleados y los cotos de la Casa de Moneda.
La producción y venta de moneda circulante y las demás funciones de la Casa de Moneda se financian a través del Fondo de la Empresa Pública de la Casa de Moneda de los Estados Unidos, establecido en 1995. Cualquier beneficio obtenido por el Fondo que supere las necesidades de funcionamiento se devuelve al Tesoro. La normativa de contratación pública no se aplica a la actividad de compra y contratación de Casa de Moneda.